# Michal Pančík (1971)
Michal Pančík (* 17. prosince 1971, Brezno) je bývalý slovenský fotbalista, záložník. Hrál za Slovensko na LOH 2000.

## Fotbalová kariéra
V československé lize hrál za FK Inter Bratislava. V samostatné slovenské lize hrál za 1. FC Košice. V české lize hrál za FC Baník Ostrava. Dále pokračoval ve slovenské lize za FK Dukla Banská Bystrica, ŠK Slovan Bratislava a FO ŽP ŠPORT Podbrezová.

## Ligová bilance
| Ročník                                   | Zápasy | Góly | Klub                     |
| ---------------------------------------- | ------ | ---- | ------------------------ |
| 1. československá fotbalová liga 1991/92 | 5      | 0    | FK Inter Bratislava      |
| 1. slovenská fotbalová liga 1994/95      | 31     | 12   | 1. FC Košice             |
| 1. slovenská fotbalová liga 1995/96      | 16     | 2    | 1. FC Košice             |
| 1. česká fotbalová liga 1995/96          | 9      | 2    | FC Baník Ostrava         |
| 1. česká fotbalová liga 1996/97          | 28     | 3    | FC Baník Ostrava         |
| Gambrinus liga 1997/98                   | 24     | 4    | FC Baník Ostrava         |
| Gambrinus liga 1998/99                   | 15     | 0    | FC Baník Ostrava         |
| Mars superliga 1999/00                   | 14     | 1    | FK Dukla Banská Bystrica |
| Mars superliga 1999/00                   | 14     | 5    | ŠK Slovan Bratislava     |
| Mars superliga 2000/01                   | 32     | 5    | ŠK Slovan Bratislava     |
| Mars superliga 2001/02                   | 24     | 2    | ŠK Slovan Bratislava     |
| 1. slovenská fotbalová liga 2002/03      | -      | 3    | ŠK Slovan Bratislava     |
| Corgoň liga 2003/04                      | 24     | 5    | FO ŽP ŠPORT Podbrezová   |
| CELKEM 1. česká liga                     | 81     | 9    |                          |